# Alfa Romeo Montreal
Der Alfa Romeo Montreal ist ein Sportcoupé von Alfa Romeo, das von Herbst 1970 bis Frühjahr 1977 gebaut wurde.

## Geschichte
Als Designstudie von Marcello Gandini (Chefdesigner bei Bertone) wurde das Auto 1967 auf der Weltausstellung Expo 67 in Montreal erstmals vorgestellt. Aus dem Ausstellungsort resultierte auch der Name des Fahrzeugs.
Das äußere Erscheinungsbild fand sofort das Interesse der Fachwelt, so dass man sich für eine Serienherstellung entschied. Auffallend sind die von lamellenförmigen Blenden teilweise verdeckten Scheinwerfer. Waren die Abdeckungen bei der Studie auf der Weltausstellung noch starr, klappen sie bei der Serienversion beim Einschalten der Beleuchtung nach unten.
Der Wagen wurde 1975 in Deutschland ohne Zubehör zu einem Listenpreis von 35.000 DM angeboten, was heute inflationsbereinigt 56.000 Euro entspricht. Die erste Ölkrise 1973/74 erschwerte den kommerziellen Erfolg des Montreal, da er einen recht hohen Benzinverbrauch hatte. Anders als bei vielen anderen Alfa Romeo-Typen aus den 1970er-Jahren wurde beim Montreal eine wesentlich bessere Rostvorsorge betrieben, so dass bis heute noch zahlreiche Montreal in einem fahrbereiten oder gar gut gepflegten Zustand sind.
Der Montreal wurde von November 1970 bis Februar 1977 verkauft. Insgesamt wurden nur 3917 Fahrzeuge produziert, andere Quellen nennen auch 3925 Stück.

## Technik
Der erstmals bei Alfa Romeo in einem Serienfahrzeug verwendete Achtzylindermotor mit vier obenliegenden Nockenwellen und mechanischer Spica-Saugrohreinspritzung (SPICA: Società Pompe Iniezione Cassani & Affini) stammte von dem im Rennsport eingesetzten Alfa Romeo Tipo 33 ab, wurde allerdings für die geforderte Alltagstauglichkeit abgeändert und auf 2,6 Liter Hubraum vergrößert. Er leistete 147 kW (200 PS) bei 6500/min. Alfa Romeo übernahm von der für einen Mittelmotor vorgesehenen Designstudie die seitlichen Lüftungsschlitze, das Fahrzeug war aber nie für einen Mittelmotor wie der Typ 33 vorgesehen, sondern von vornherein für einen Frontmotor ausgelegt. Stattdessen dienen sie beim Serienfahrzeug zur Entlüftung des Cockpits. Die Bodengruppe und die relativ komfortable Fahrwerksauslegung wurden aus Kosten- und Zeitgründen vom Coupé Giulia GT (Serie 105) übernommen. Deshalb wird oft kritisch erwähnt, dass Fahrwerk und Bremsen für den großen, leistungsfähigen Motor unzureichend konzipiert sind. Trotz der rennsportlichen Herkunft des Motors hatte der Montreal im Automobilsport mit seinem eher simplen Fahrwerk deshalb auch keine Bedeutung. 
Die Innenausstattung war für damalige Verhältnisse sehr umfassend.

## Technische Daten
|                        | Montreal | Tipo 33 Stradale (Version Scaglione) |
| ---------------------- | --- | --- |
| Motor:                 | Achtzylinder-V-Motor mit 90° Bankwinkel, fünffach gelagerte Kurbelwelle, Wasserkühlung, Trockensumpfschmierung, elektronische Zündung (Stradale: phasen- bzw. zeitversetzte Doppelzündung) | Achtzylinder-V-Motor mit 90° Bankwinkel, fünffach gelagerte Kurbelwelle, Wasserkühlung, Trockensumpfschmierung, elektronische Zündung (Stradale: phasen- bzw. zeitversetzte Doppelzündung) |
| Hubraum:               | 2593 cm³ | 1995 cm³ |
| Bohrung × Hub:         | 80 × 64,5 mm | 78 × 52,2 mm |
| Leistung bei 1/min:    | 147 kW (200 PS) bei 6500 | 169 kW (230 PS) bei 8800 |
| Verdichtung:           | 9,3 : 1 | 10 : 1 |
| Ventilsteuerung:       | zwei obenliegende Nockenwellen je Zylinderbank, Tassenstößel | zwei obenliegende Nockenwellen je Zylinderbank, Tassenstößel |
| Gemischaufbereitung:   | mechanische Spica-Saugrohreinspritzung | mechanische Spica-Saugrohreinspritzung |
| Getriebe:              | fünf Gänge | sechs Gänge |
| Radaufhängung vorn:    | Einzelradaufhängung mit Schraubenfedern, Teleskopstoßdämpfer, Stabilisator | Einzelradaufhängung mit Schraubenfedern, Teleskopstoßdämpfer, Stabilisator |
| Radaufhängung vorn:    | oben Querlenker unten Dreiecklenker | zwei kastenförmige Profil-Querlenker |
| Radaufhängung hinten:  | Starrachse mit Schubstreben und Reaktionsdreieck | Einzelradaufhängung: je Seite zwei kastenförmige Profil-Querlenker |
| Radaufhängung hinten:  | Teleskopstoßdämpfer, Stabilisator | |
| Karosserie:            | selbsttragende Karosserie aus Stahlblech, Tankinhalt 63 Liter, Reifen 195/70 VR 14 | H-förmiger Rahmen aus 200-mm Leichtmetallrohren – gleichzeitig Tank (98 Liter) Aufbau Duraluminium (1 mm)                                                                                  |
| Länge:                 | 4220 mm | 3970 mm |
| Breite:                | 1672 mm | 1710 mm |
| Höhe:                  | 1205 mm | 990 mm |
| Leergewicht:           | 1270 kg | 700 kg |
| Höchstgeschwindigkeit: | 220 km/h | 260 km/h |
| 0–100 km/h:            | 7,6 s | 5,5 s |

## Bildergalerie

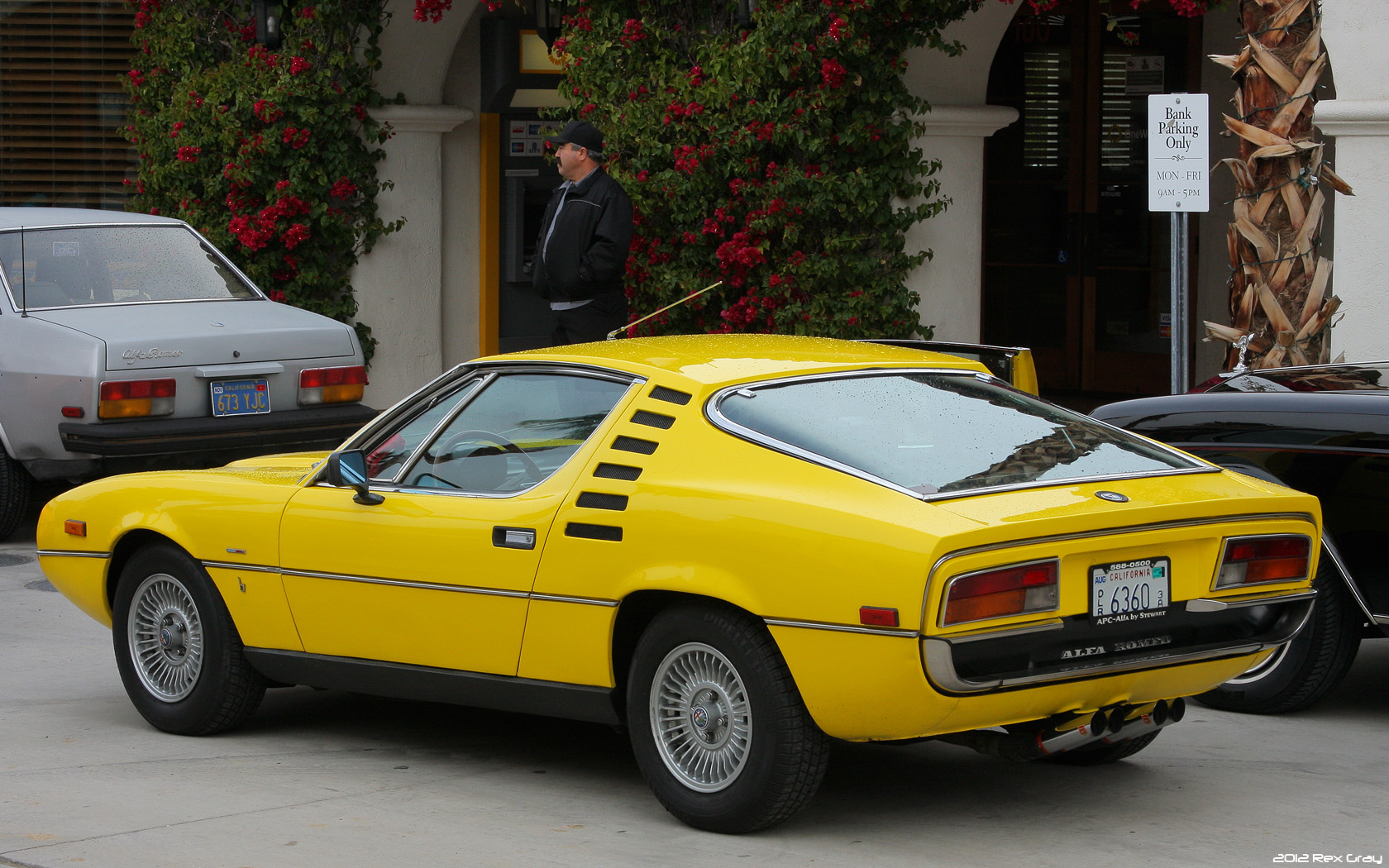
Montreal in …
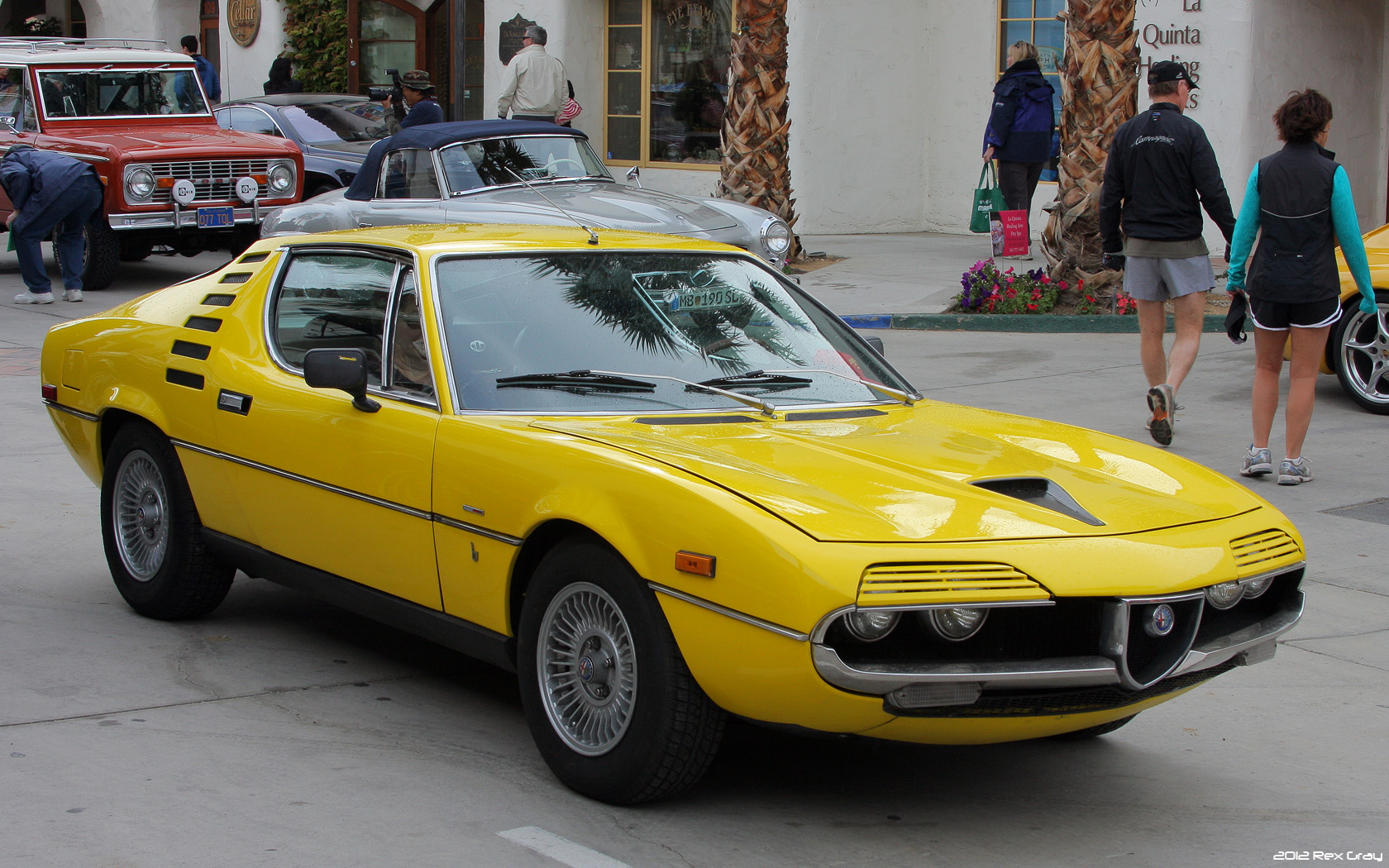
… seltenem Gelb
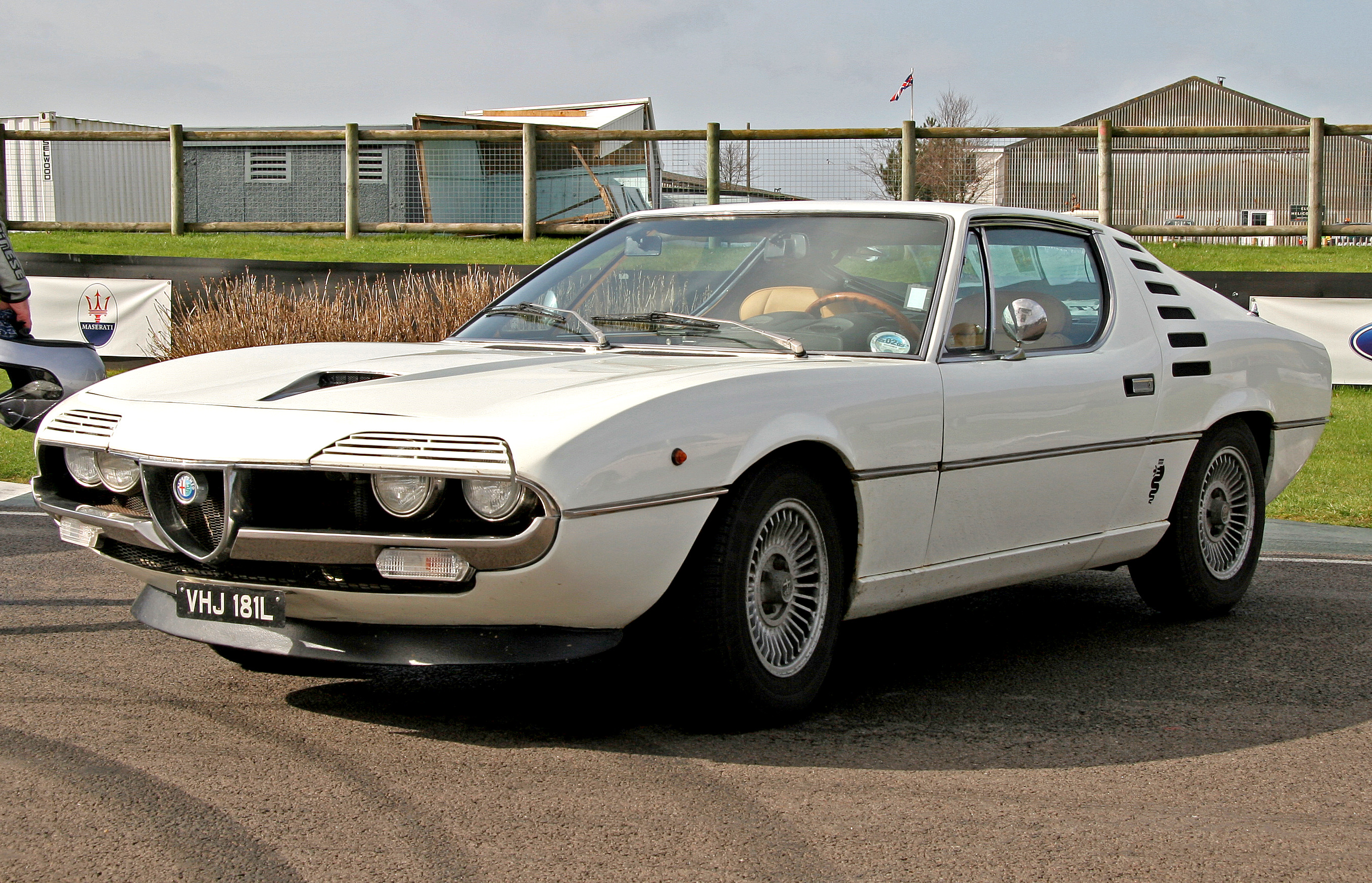
In Weiß
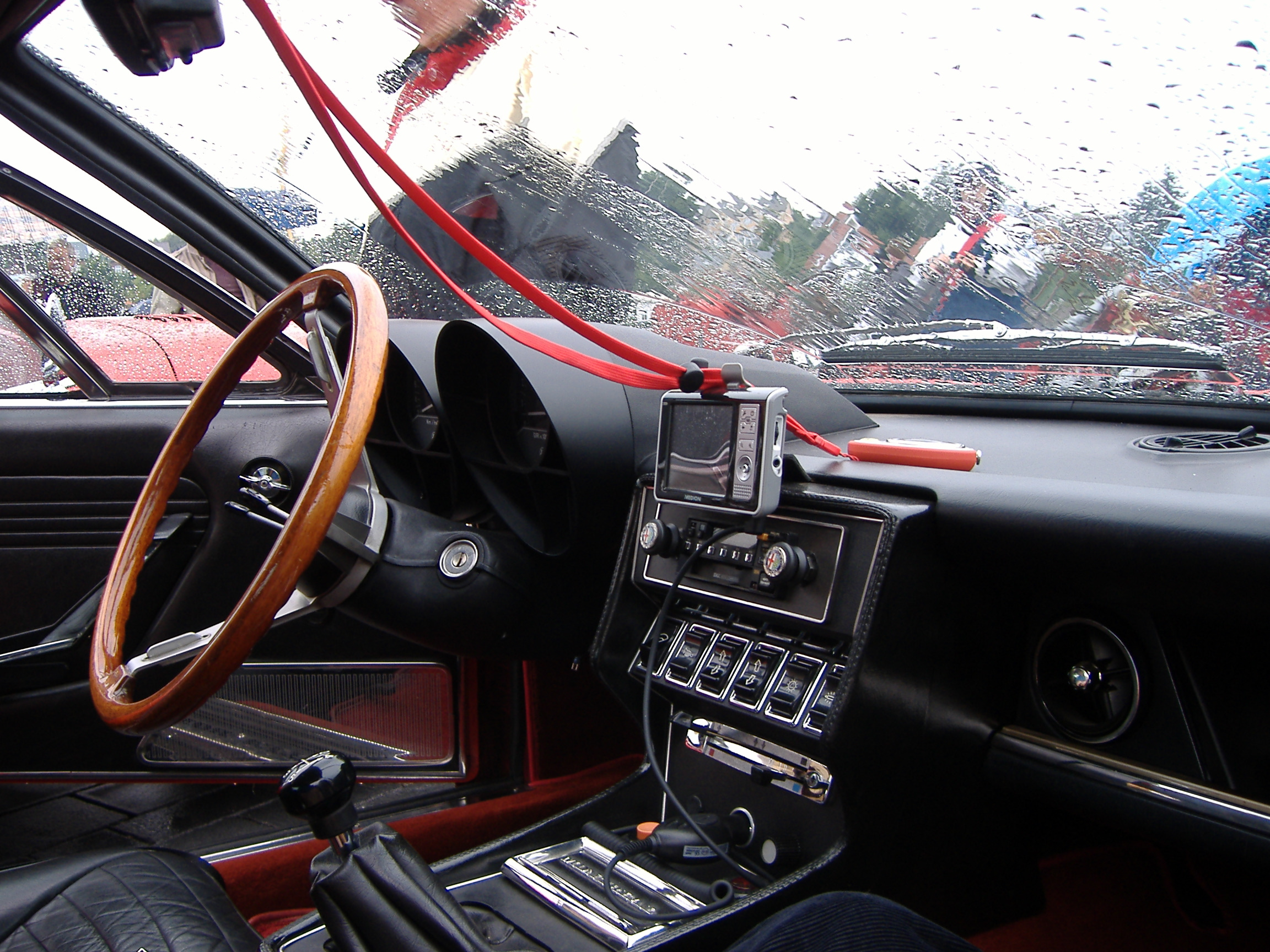
Cockpit des Montreal
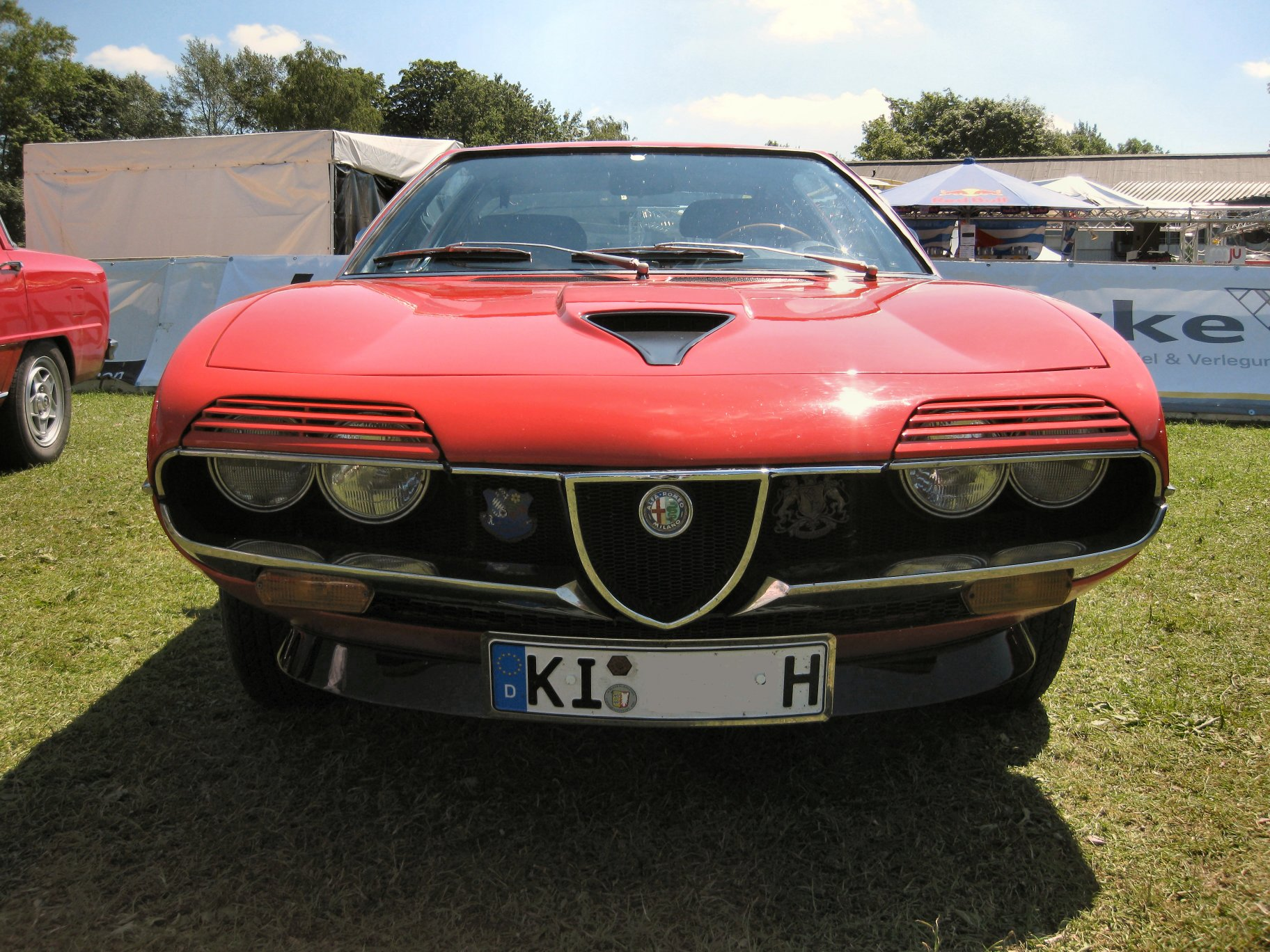
Frontansicht
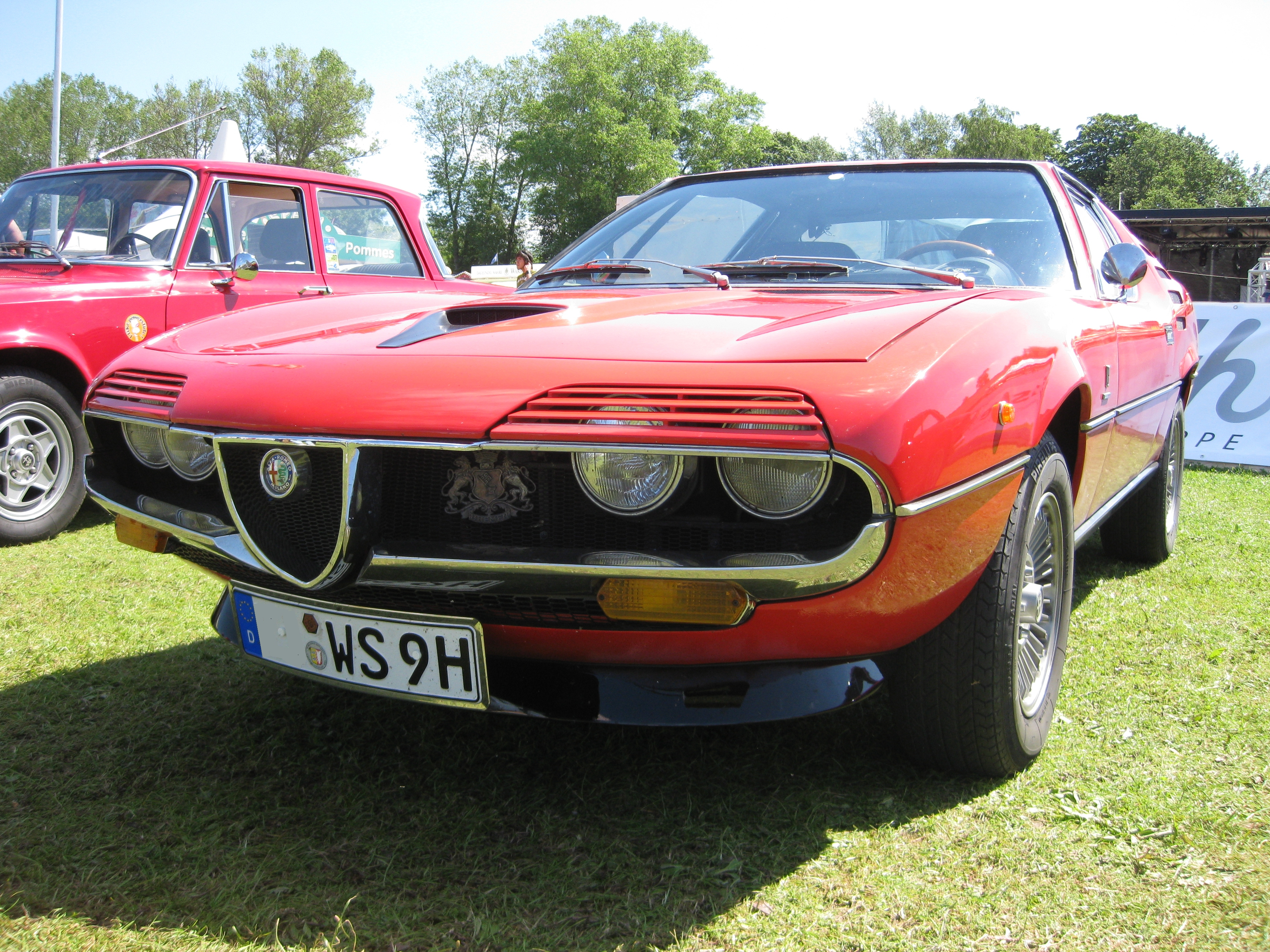
Alfa Romeo Montreal
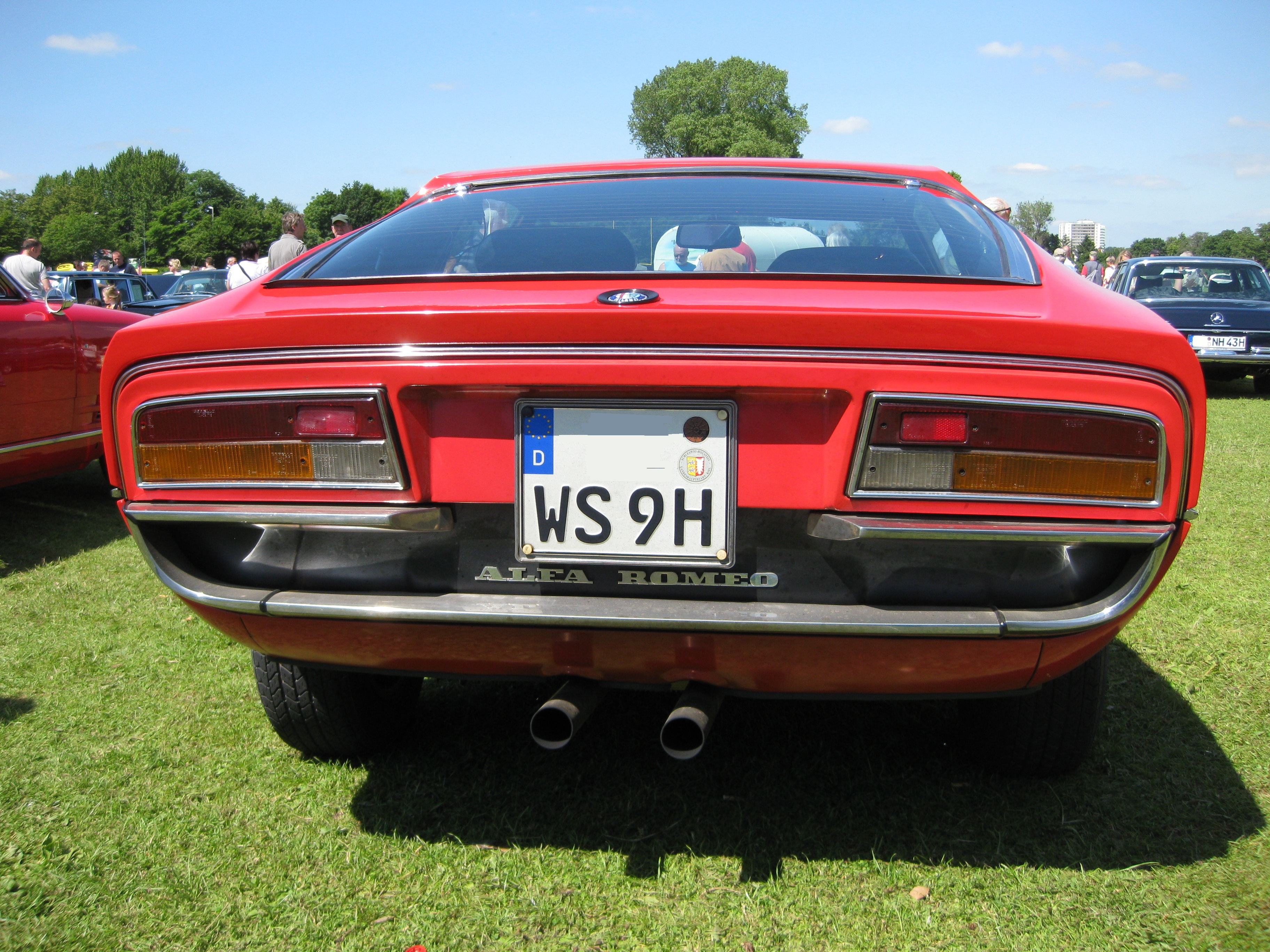
Heckansicht
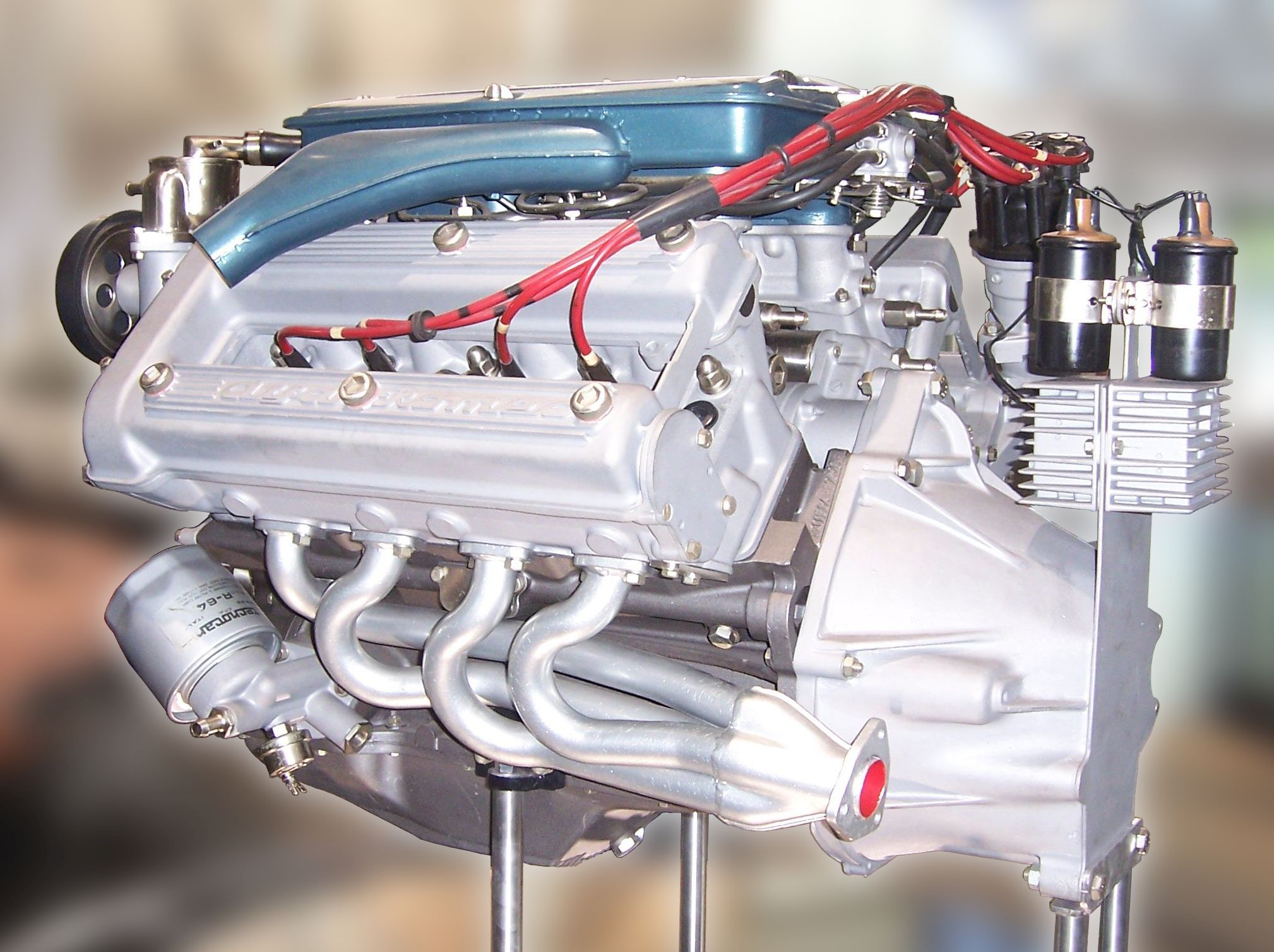
Motor